# Roiu
Roiu est un bourg de la commune de Haaslava du comté de Tartu en Estonie .
Au 31 décembre 2011, il compte 434 habitants.